# Gedugan
Gedugan is een bestuurslaag in het regentschap Sumenep van de provincie Oost-Java, Indonesië. Gedugan telt 4510 inwoners (volkstelling 2010).